# Poly Bridge (відеогра)
Poly Bridge — відеогра у жанрі мостобудівної симуляційної головоломки, розроблена новозеландською інді-студією Dry Cactus. Суть гри полягає у будівництві мостів для успішного пересування транспортних засобів. Poly Bridge вийшла 12 липня 2016 року для Windows, а 13 червня 2017 — для iOS. Продовження гри під назвою Poly Bridge 2 вийшло 28 травня 2020 року.

## Ігролад
Суть гри полягає в тому, щоб побудувати мости, які зможуть перетинати транспортні засоби. Це можна зробити за допомогою 2D-моделі мосту, створивши креслення та працюючи з матеріалами, які надаються грою. Poly Bridge має режим кампанії з серією сценаріїв, які вимагають різних зусиль для виконання і вводять певні географічні особливості. На кожному рівні (загалом їх понад 100) є дві вимоги: вартість будівництва має вкладатися в бюджет і міст має бути достатньо міцним для конкретної кількості автомобілів. Існує також режим пісочниці, який дозволяє вільне будівництво без обмежень, де можна задавати параметри для створення. У грі є широкий спектр транспортних засобів, починаючи від мотоциклів (швидких і легких) до самоскидів і кранів (повільних і важких). Оскільки кожен транспортний засіб має різний кузов і вагу, це означає, що довші машини не зможуть заїхати на круті схили, і споруда мусить бути адаптована до таких обставин. У грі також присутні перешкоди, такі як трампліни та човни, що змушує гравця творчо підходити до проєктування мосту. Погано побудований міст зруйнується під вагою транспортного засобу, що перетинає його.